# Růžkatec

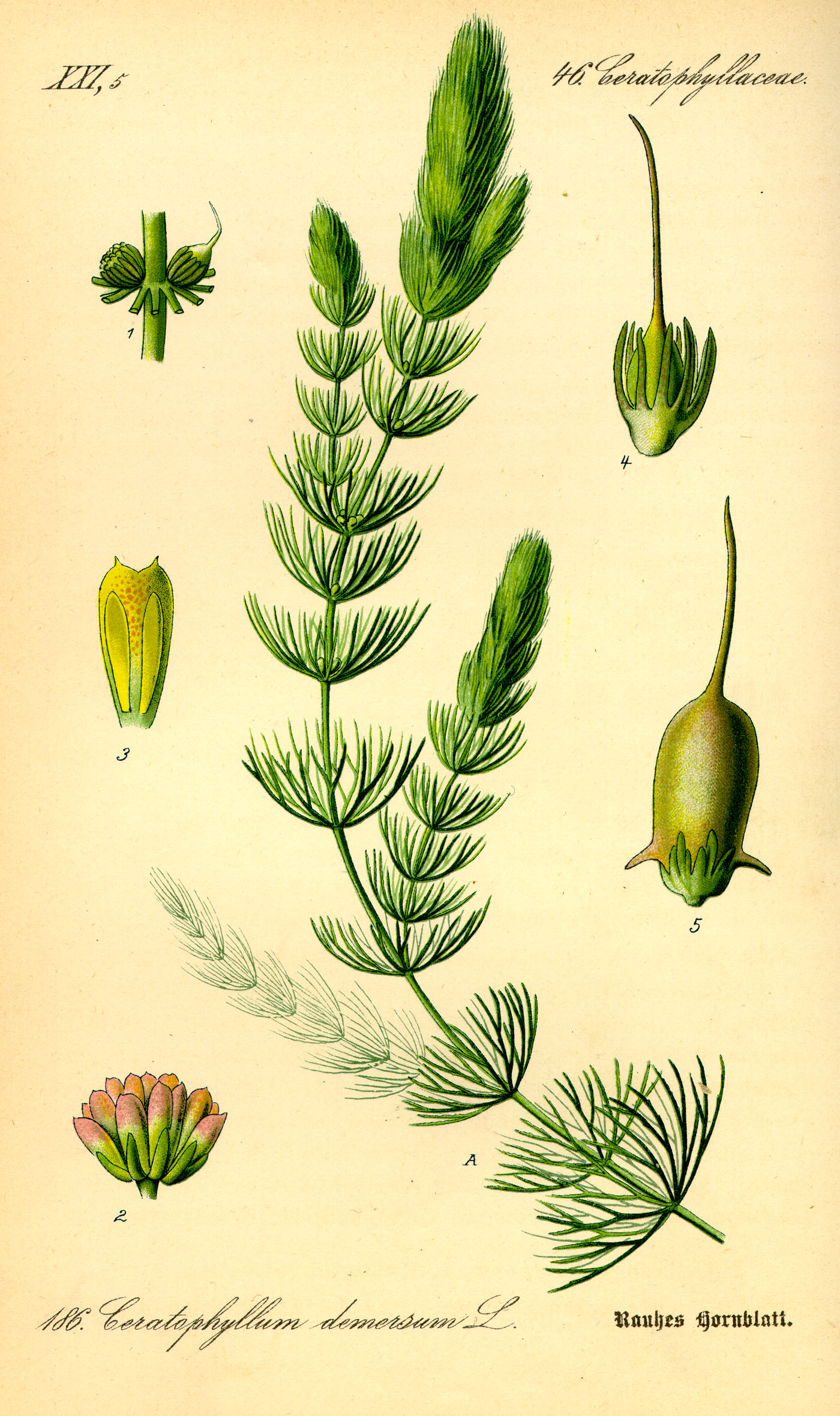
Kresba růžkatce ostnitého z roku 1885

Růžkatec (Ceratophyllum) je jediný rod čeledi růžkatcovité (Ceratophyllaceae) a řádu růžkatcotvaré (Ceratophyllales) nižších dvouděložných rostlin. Růžkatce jsou vodní bezkořenné byliny s přeslenitými, vidličnatě větvenými listy a drobnými nenápadnými květy. Vyskytují se v počtu asi 6 druhů téměř po celém světě. V České republice rostou 2 druhy: růžkatec bradavčitý a růžkatec ostnitý.

## Popis
Růžkatce jsou vytrvalé, bezkořenné, lysé, jednodomé sladkovodní byliny. Rostliny jsou často ukotveny pomocí specializovaných, postranních, bezbarvých větévek, nahrazujících kořeny. Cévní systém je nedokonalý, s jedinou cévou a několika sítkovicemi floému ve středním válci. Listy jsou přeslenité, 1× až 4× vidličnatě větvené, s celokrajným nebo pilovitým okrajem, bez palistů. Na povrchu listů nejsou průduchy ani kutikula. Květy jsou jednopohlavné, velmi nenápadné, jednotlivé v paždí listů. Samčí a samičí květy se obvykle střídají po přeslenech. Okvětí je drobné, na bázi srostlé, zelené, s neustáleným počtem lístků (5–10), bez nektárií. Někdy jsou též květy interpretovány jako bezobalné a podepřené listeny. V samčích květech je 10 nebo více volných tyčinek, uzavřených v okvětí. Tyčinky mají málo odlišené prašníky od nitky. Pylová zrna jsou bez apertury, Gyneceum v samičích květech je svrchní, tvořené jediným plodolistem s jedním vajíčkem s apikální placentací. Čnělka je šídlovitá, s postranní bliznou. Vajíčka jsou jednoobalná. Plodem je jednosemenná kožovitá nažka. Na povrchu mají plody často několik dlouhých výrůstků a vytrvalou čnělku. Semena mají velké embryo s dužnatými dělohami a nemají endosperm ani perisperm.

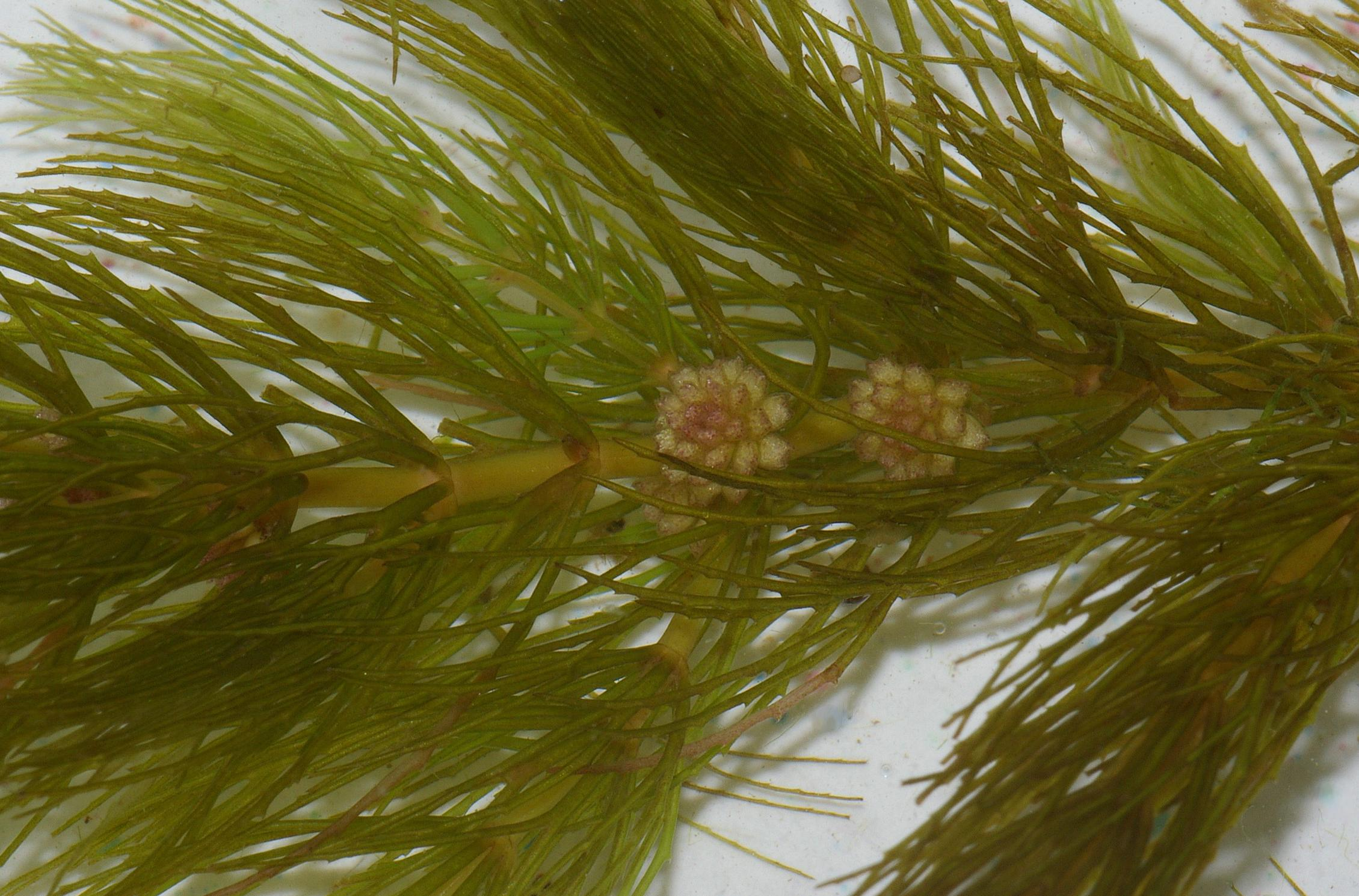
Kvetoucí růžkatec ostnitý (Ceratophyllum demersum)
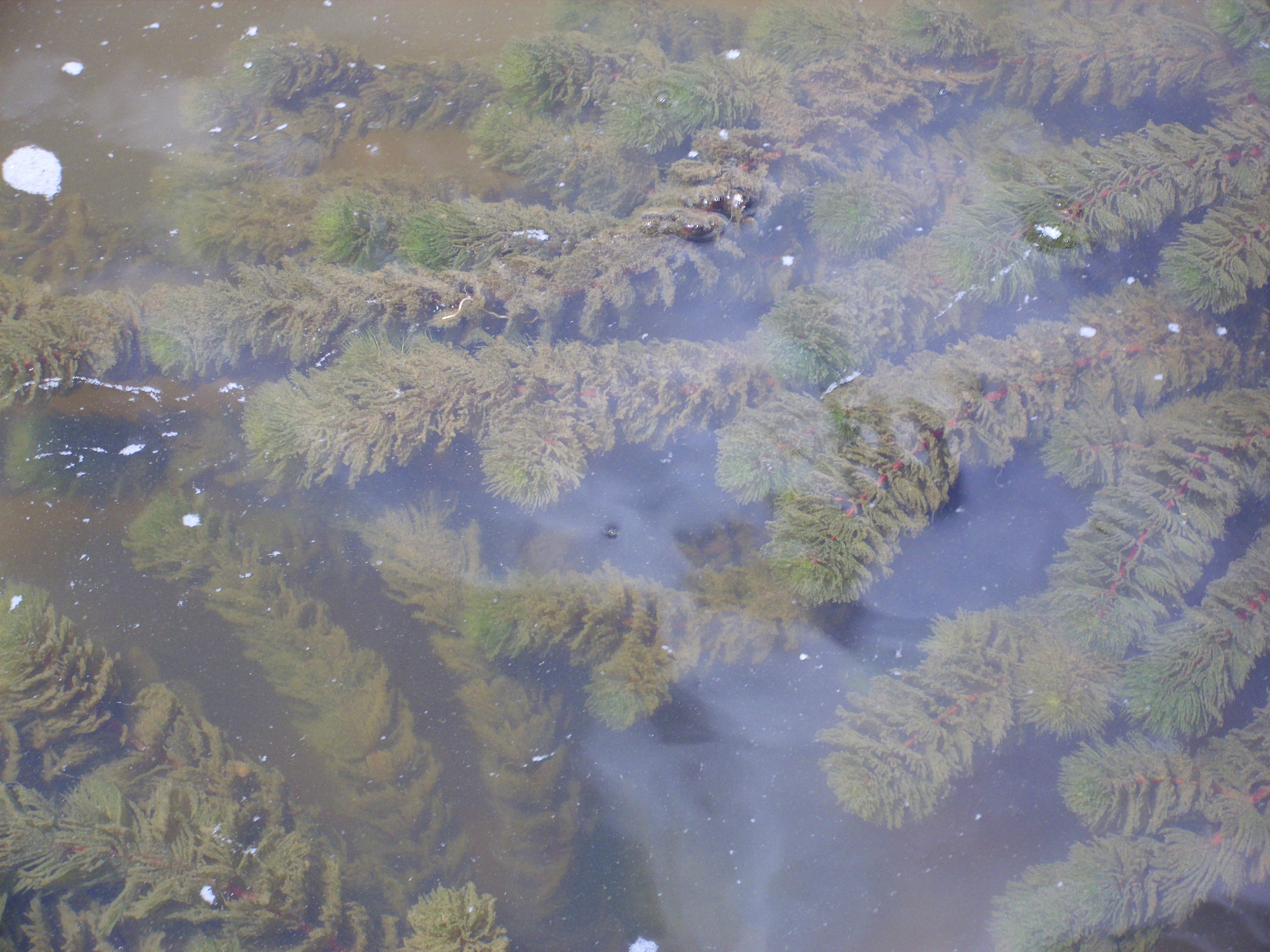
Porost růžkatce ostnitého
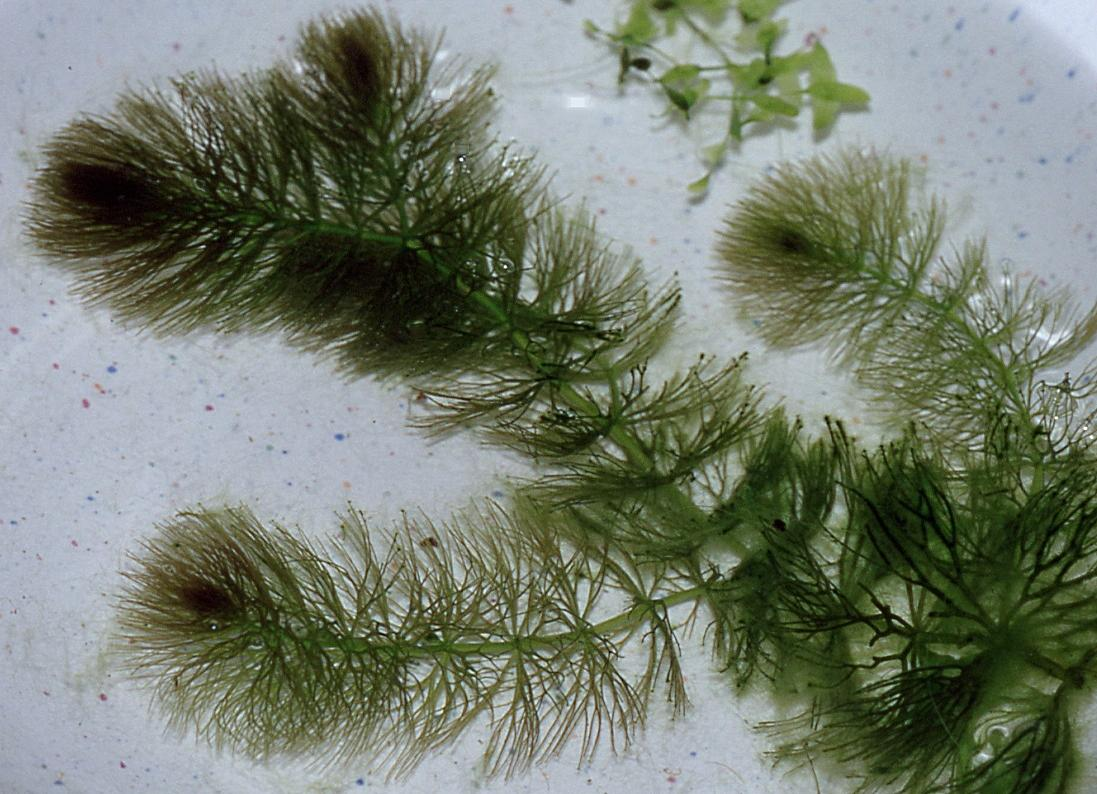
Růžkatec bradavčitý (Ceratophyllum submersum)

## Rozšíření
Rod růžkatec zahrnuje 6 druhů a je rozšířen po celém světě s výjimkou polárních oblastí.
Na území ČR se vyskytují 2 druhy: růžkatec bradavčitý a růžkatec ostnitý. Růžkatec ostnitý má kosmopolitní rozšíření od tropů až za polární kruh, chybí pouze v rozsáhlejších aridních oblastech.

## Ochrana přírody
Žádný druh růžkatce není z globálního pohledu považován za ohrožený. V rámci květeny ČR je růžkatec bradavčitý řazen do kategorie zranitelné druhy (C3). Je rozšířen pouze v nejteplejších oblastech termofytika, zejména ve středním Polabí a na jižní Moravě.

## Taxonomie
Rod růžkatec (Ceratophyllum) byl v minulosti považován na základě některých velmi primitivních znaků za nejstarší žijící krytosemennou rostlinu. Ukázalo se však, že jednoduchost např. ve stavbě cévních svazků je druhotného původu pod vlivem přizpůsobení životu ve vodním prostředí. Čeleď růžkatcovité byla většinou taxonomů řazena do řádu leknínotvaré – Nymphaeales (Cronquist, Dahlgren) nebo do jeho blízkosti (Tachtadžjan). V systému APG je řazena do samostatného řádu růžkatcotvaré (Ceratophyllales). Pozice tohoto řádu není dosud zcela vyjasněna, zprvu byl řazen mezi bazální řády nižších dvouděložných (APG I), v systému APG III z roku 2009 je považován za sesterskou větev pravých dvouděložných (Eudicots).
Rod Ceratophyllum je rozdělován do 3 sekcí, z nichž každá obsahuje 2 druhy.
Jednotlivé druhy růžkatců jsou velmi variabilní a náležejí mezi taxonomicky obtížné skupiny. Někteří autoři uznávají pouze 2 druhy, jiní až 30. Většina zdrojů uvádí 6 druhů.

## Ekologické interakce
Nenápadné květy růžkatců se otevírají pod vodou a pyl je šířen pohybem vody. V některých případech opadávají celé prašníky ještě před vytroušením pylu a vyplouvají k hladině. Semena se šíří vodou a prostřednictvím vodního ptactva. Plody se pomocí různě tvarovaných výrůstků zachycují na vodní vegetaci, kamenech a podobně.
Rostliny přečkávají nepříznivá období v podobě spících pupenů, tzv. turionů (podobně jako např. bublinatky). Rozmnožují se též vegetativně úlomky lodyh, v některých případech je to převládající způsob rozmnožování. V průběhu vegetační sezóny rostlina na jednom konci přirůstá a na opačném odumírá.

## Prehistorie
Fosílie rostlin příbuzných růžkatcům jsou známy ze střední křídy (†Donlesia dakotensis) a ze svrchní křídy (†Ceratostratiotes cretaceus). Otisky růžkatců jsou dosti hojně nalézány na severní polokouli ve vrstvách raného až pozdního kenozoika.

## Význam
Růžkatce jsou významné ve vodním hospodářství, neboť poskytují úkryt rybímu potěru před predátory. Slouží také za potravu migrujícím vodním ptákům. V některých oblastech jsou růžkatce invazivní rostliny, zarůstající masově vodní cesty. V porostech růžkatců prosperuje vodní hmyz včetně komárů přenášejících malárii. Jako akvarijní rostliny nejsou růžkatce až na výjimky (některé tropické druhy) vhodné, neboť jsou v akváriu vytáhlé, rychle ztrácejí atraktivní vzhled a v průběhu léta většinou odumírají.
Listy růžkatců jsou používány v čínské medicíně při nechutenství, žloutence, na štíří bodnutí a kožní problémy a vyrábí se z nich hojivá mast. Růžkatec ostnitý (Ceratophyllum demersum) je v Indii používán jako purgativum a antibakteriální prostředek.

## Zástupci
- růžkatec bradavčitý (Ceratophyllum submersum)
- růžkatec ostnitý (Ceratophyllum demersum)